# 熱帶風暴谷超 (2017年)
熱帶風暴谷超（英語：Tropical Storm Guchol，國際編號：1717，聯合颱風警報中心：WP192017，菲律賓大氣地球物理和天文管理局：Kiko，中國大陸、香港、澳門譯名：谷超）是2017年太平洋颱風季第17個被命名熱帶氣旋。「谷超」（國際音標：[xʊʃɔl̩]）一名由密克罗尼西亚联邦提供，是雅浦語中薑黃之意，此風暴發展於菲律賓東方海域，在穿越呂宋海峽時曾短暫增強至輕度颱風，但進入臺灣海峽後因垂直風切增強而消散。

## 發展過程
谷超發展於菲律賓東方海域，為8月下旬起第四個在此附近海域生成的熱帶氣旋，在9月1日歐洲中期天氣預報中心的數值預報皆預報此系統將通過呂宋島北部，但預料將無發展空間，但在3日此系統所經海域的垂直風切減弱，加上所經海域海溫仍高，使得此系統有發展機會，日本氣象廳在翌日凌晨4時將此系統升格為熱帶低氣壓，不久後臺灣中央氣象局在天氣圖上標記此系統為熱帶性低氣壓，到上午9時日本氣象廳預料此熱帶低氣壓在24小時內將增強為熱帶風暴，同時發出烈風警報，中国国家气象中心在約一小時後也將此系統升格為熱帶低壓，中央氣象局在下午預料在同日晚間至翌日有機會增強為輕度颱風，但隨後因環境轉差預料在7日時強度為熱帶性低氣壓，在翌日上午5時聯合颱風警報中心也將該系統升格為熱帶性低氣壓，由於行經海域垂直風切稍增，使得此系統高低層分離，低層中心完全外露，使得發展速度減緩，甚至一度出現減弱的情形，聯合颱風警報中心在上午11時發出最後的報告，此時，澳門特別行政區地球物理暨氣象局預料將通過呂宋海峽進入南海，歐洲中期天氣預報中心的數值預報預料登陸臺灣南部，菲律賓大氣地球物理和天文服務管理局預料將在臺灣東部海域擦過，而中央氣象局將估計增強為輕度颱風的時間點延後至翌日，隨者行經海域的垂直風切略為減弱，中心附近雲團開始組織，強度開始較有顯著的增強，翌日凌晨5時聯合颱風警報中心重新開始對此系統發出報告，上午9時25分日本氣象廳率先將此系統升格為熱帶風暴，給予編號1717，命名為谷超，後來，國家氣象中心跟隨，中華民國中央氣象局在上午8時將谷超升格為輕度颱風(儘管氣象局內部不認同其已生成為颱風，但為配合日本所以也將其升格)，香港天文台直到上午10時才將谷超升格為熱帶低氣壓。
由於谷超所處海域的垂直風切增強，高低層分離變得更嚴重，使得強度開始減弱，中国國家氣象中心晚上11時29分將谷超降回熱帶低壓翌日凌晨2時半臺灣中央氣象局也把它降格為熱帶性低氣壓，日本氣象廳也將谷超降回熱帶低氣壓，凌晨5時聯合颱風警報中心發出最後的報告，雖然已經降格，但谷超的中心仍然清晰可見，但是後來也慢慢散去。同日下午5時香港天文台將古超降回低壓區，後來，因為環流中心難以分辨，晚上8時中国國家氣象中心對古超停止編號，翌日日本氣象廳在天氣圖中表示谷超已被併入鋒面系統。

## 影響

### 菲律賓
當地發出之最高風暴信號：一號風暴信號
由於此系統生成後不斷接近，預期横過呂宋海峽後移向臺灣，菲律賓大氣地球物理和天文管理局在9月4日下午5時把此系統升為熱帶低氣壓，表示將在當晚發出一號風暴信號。菲律賓大氣地球物理和天文管理局在晚上11時發出一號風暴信號，當時古超位於奧羅拉省以東約365公里。隨後古超逐步遠離，即將進入巴士海峽及離開當局責任範圍，菲律賓大氣地球物理和天文管理局在6日上午11時解除風暴信號，當時古超位於巴士古以西約115公里。

### 臺灣
當地發布之颱風警報：海上颱風警報
| 彭佳嶼 · 15.1 m/s板橋 · －鞍部 · 6.3 m/s竹子湖 · 2 m/s淡水 · 4.2 m/s基隆 · 6 m/s臺北 · 4.5 m/s新屋 · －新竹 · 2.6 m/s宜蘭 · 4.6 m/s蘇澳 · 7 m/s花蓮 · 7.3 m/s成功（新港） · 3.6 m/s臺東 · 1.8 m/s大武 · 3.8 m/s蘭嶼 · 7.6 m/s臺中 · 3 m/s梧棲 · 6.7 m/s日月潭 · 2.9 m/s阿里山 · 2.1 m/s嘉義 · 4.8 m/s玉山 · 15.7 m/s臺南 · 4.2 m/s高雄 · 7.3 m/s恆春 · 5.2 m/s澎湖 · 3.9 m/s東吉島 · 6.6 m/s金門 · 3.8 m/s馬祖 · 3.1 m/s 中華民國交通部中央氣象署署屬氣象測站測得最大持續風力。圖例： · 無數據 · 測得5級風或以下 · 測得6至7級風 | 彭佳嶼 · 21.4 m/s板橋 · －鞍部 · 15 m/s竹子湖 · 7.9 m/s淡水 · 12.7 m/s基隆 · 13.8 m/s臺北 · 13.5 m/s新屋 · －新竹 · 7 m/s宜蘭 · 10.8 m/s蘇澳 · 13.6 m/s花蓮 · 13.2 m/s成功（新港） · 10.3 m/s臺東 · 5.5 m/s大武 · 9.6 m/s蘭嶼 · 13.8 m/s臺中 · 6.8 m/s梧棲 · 9 m/s日月潭 · 7 m/s阿里山 · 4.7 m/s嘉義 · 8.8 m/s玉山 · 21.5 m/s臺南 · 8.6 m/s高雄 · 12.9 m/s恆春 · 12.2 m/s澎湖 · 8.3 m/s東吉島 · 8.5 m/s金門 · 7 m/s馬祖 · 6.9 m/s 中華民國交通部中央氣象署署屬氣象測站測得最大陣風。圖例： · 無數據 · 測得5級風或以下 · 測得6至7級風 · 測得8至9級風 |

中央氣象局預料臺灣東半部在5日及6日將受谷超影響而降雨，並預料谷超在7日最接近臺灣，屈時將有可能需要發佈颱風警報。中央氣象局在6日上午10時10分發出熱帶性低氣壓特報，當時谷超位於鵝鑾鼻東南方650公里。中央氣象局表示，谷超若增強為輕度颱風就會發出海上颱風警報，更不排除發出陸上颱風警報的可能。隨着谷超增強為輕度颱風，中央氣象局在上午10時半改發海上颱風警報，當時谷超位於鵝鑾鼻南南西方190公里。7日谷超減弱為熱帶性低氣壓，中央氣象局在凌晨2時半改發熱帶性低氣壓特報，當時谷超移至澎湖南南西方約160公里。因應谷超在8日減弱消散，中央氣象局在凌晨4時解除熱帶性低氣壓特報。

### 中国大陆
当地发布之最高台风预警信号： 颱風藍色預警信號
随着古超在吕宋海峡增强为热带风暴，国家气象中心在早上10时发布台风蓝色预警信号，当时古超位于闽粤交界东偏南方约455公里。由于古超减弱为热带低压，国家气象中心在翌日（7日）早上6时除下所有台风预警信号，当时谷超移至闽粤交界东偏南方约210公里。可是取消信号后古超仍在接近，于7日早上进入台湾海峡后减弱消散。国家气象中心提醒台湾海峡、福建中部沿海将有5-6级大风，以及7级阵风。

## 熱帶氣旋警告使用紀錄

### 菲律賓
| 菲律賓大氣地球物理和天文服務管理局 風暴信號 | 菲律賓大氣地球物理和天文服務管理局 風暴信號 | 菲律賓大氣地球物理和天文服務管理局 風暴信號 |
| ------------------------------------------- | ------------------------------------------- | ------------------------------------------- |
| 上一熱帶氣旋                                | 一號風暴信號                                | 下一熱帶氣旋                                |
| 強烈熱帶風暴帕卡                            | 一號風暴信號                                | 颱風杜蘇芮                                  |

### 臺灣
| 交通部中央氣象局 天氣特報 | 交通部中央氣象局 天氣特報 | 交通部中央氣象局 天氣特報 |
| ------------------------- | ------------------------- | ------------------------- |
| 上一熱帶氣旋              | 熱帶性低氣壓特報          | 下一熱帶氣旋              |
| 中度颱風天鴿              | 熱帶性低氣壓特報          | 輕度颱風凱米              |
| 交通部中央氣象局 颱風警報 |                           |                           |
| 中度颱風天鴿              | 海上颱風警報              | 中度颱風泰利              |

### 中國大陸
| 國家氣象中心 颱風預警信號 | 國家氣象中心 颱風預警信號 | 國家氣象中心 颱風預警信號 |
| ------------------------- | ------------------------- | ------------------------- |
| 上一熱帶氣旋              | 颱風藍色預警信號          | 下一熱帶氣旋              |
| 強熱帶風暴瑪娃            | 颱風藍色預警信號          | 超強颱風泰利 強颱風杜蘇芮 |

## 外部連結
| 太平洋颱風季             |
| 主題頁 - 專題 - 編輯指南 |

- （英文）颱風2000：各氣象部門對古超的預測路徑集合 （页面存档备份，存于）
- （日語）日本氣象廳：數位颱風網資料（日文版 （页面存档备份，存于）、英文版 （页面存档备份，存于））、1717最佳路徑數據（日文版 （页面存档备份，存于）、英文版 （页面存档备份，存于））、2017年熱帶氣旋最佳路徑圖（日文版 （页面存档备份，存于）、英文版 （页面存档备份，存于））、2017年熱帶氣旋最佳路徑數據 （页面存档备份，存于） （页面存档备份，存于）
- （英文）美國聯合颱風警報中心：19W最佳路徑數據 （页面存档备份，存于）、古超最佳路徑圖 （页面存档备份，存于） （页面存档备份，存于）
- （英文）美國海軍研究實驗室：19W檔案 （页面存档备份，存于）
- （繁體中文）臺灣交通部中央氣象局：颱風資料庫——、最佳路徑圖
- （繁體中文）香港天文台：2017年9月熱帶氣旋概述 （页面存档备份，存于）、實時天氣稿（9月6日 （页面存档备份，存于）－7日 （页面存档备份，存于））
- （英文）菲律賓大氣地球物理和天文管理局：熱帶氣旋發佈存檔 （页面存档备份，存于） （页面存档备份，存于）